# Hibatullah Akhundzada
Mullah Hibatullah Akhundzada (în paștună هبت الله اخندزاده) (n. 1960, Panjwayi District⁠(d), Regatul Afganistanului), cunoscut și sub numele de Haibatullah Akhunzada (în paștună هیبت الله آخندزاده), este un cleric afgan și lider suprem al Afganistanului în cadrul regimului taliban nerecunoscut internațional. El conduce talibanii din 2016 și a ajuns la putere odată cu victoria acestora asupra forțelor susținute de SUA în războiul din perioada 2001–2021. Este o figură extrem de retrasă, având aproape nicio prezență digitală, cu excepția unei fotografii neverificate și a câtorva înregistrări audio ale discursurilor sale.
Akhundzada este cunoscut pentru fatwā-urile sale pe teme legate de talibani. Spre deosebire de mulți lideri talibani, el nu are un trecut militant activ, deși unul dintre fiii săi a fost un atacator sinucigaș. A fost judecător islamic al curților Șaria ale guvernului taliban din perioada 1996–2001. A fost ales să conducă sistemul de curți de umbră al talibanilor la începutul insurgenței talibane și a rămas în această funcție până când a fost ales lider suprem al talibanilor în mai 20161. Ayman al-Zawahiri, liderul al-Qaida, l-a susținut pe Akhundzada ca Amir al-Mu'minin, ceea ce i-a consolidat reputația jihadistă printre aliații talibanilor. În 2019, Akhundzada l-a numit pe Abdul Ghani Baradar să conducă negocierile de pace cu SUA, care au dus la semnarea Acordului de la Doha în 2020, deschizând calea pentru retragerea completă a trupelor americane din Afganistan.
Akhundzada a condus talibanii spre victorie împotriva guvernului afgan într-o ofensivă militară din 2021, în timp ce retragerea trupelor americane era încă în desfășurare. Ulterior, el a devenit conducătorul absolut al Afganistanului, impunând un guvern islamist totalitar. Conducerea sa a fost criticată pentru încălcări grave ale drepturilor omului, inclusiv restricționarea drepturilor femeilor și fetelor de a lucra și de a urma o educație. Din ordinul său, administrația talibană a împiedicat majoritatea fetelor adolescente să revină la educația secundară.

## Biografie
Akhundzada s-a născut în satul Sperwan, în districtul Panjwayi din provincia Kandahar, Regatul Afganistanului. Conform fostului director al Direcției Naționale de Securitate a Afganistanului, Akhundzada s-a născut în jurul anului 1959. Totuși, se crede că are peste 70 de ani (în martie 2023). Este pashtun și aparține tribului Nurzai. Prenumele său, Hibatullah, înseamnă „dar de la Dumnezeu” în arabă. Tatăl său, Muhammad Akhund, a fost un savant religios și a condus rugăciunile la moscheea Malook din satul Safid Rawan. Familia sa, cu mijloace foarte modeste, nu deținea terenuri sau livezi și depindea de ceea ce congregația îi oferea tatălui său, fie în bani, fie într-o parte din recolte. Unul dintre fiii lui Akhundzada a fost atacator sinucigaș.
Familia s-a mutat la Quetta, în provincia Balochistan din Pakistan, după invazia sovietică a Afganistanului (1979). Akhundzada a studiat la una dintre medresele din Pakistan și a obținut titlul de „Sheikh al-Hadith”. În anii 1980, a fost „implicat în rezistența islamistă” împotriva campaniei militare sovietice din Afganistan. Potrivit talibanilor, el a luptat pentru Hezb-i Islami Khalis în această perioadă. La începutul anilor 1990, pe măsură ce insurgența islamistă câștiga teren în Afganistan după ocupația sovietică, Akhundzada s-a întors în satul său din provincia Kandahar. Abdul Qayum, un sătean de 65 de ani, a amintit că Akhundzada avea discuții cu vizitatori „din oraș și din Pakistan”. După invazia Statelor Unite în Afganistan, la sfârșitul anului 2001, Akhundzada a fugit în Pakistan și a căutat adăpost la Quetta. Datorită cunoștințelor sale în dreptul islamic, a devenit șeful sistemului de justiție de umbră al talibanilor și un formator renumit al unei întregi generații de militanți talibani care au absolvit prin Quetta.
Pe 16 august 2019, fratele mai mic al lui Akhundzada, Hafiz Ahmadullah, a fost ucis împreună cu cel puțin alte trei persoane într-o explozie în timpul rugăciunii de vineri la moscheea Khair Ul Madaris din Kuchlak, Quetta, Pakistan. Peste 20 de persoane au fost rănite în atac, inclusiv fiul lui Akhundzada și doi dintre nepoții săi. Akhundzada obișnuia să predea și să conducă rugăciunile la moscheea și seminarul care au fost atacate.
Oficialii fostului guvern afgan, precum și unii analiști occidentali, au crezut că Akhundzada a fost ucis împreună cu fratele său în explozia din Quetta. „Dacă [talibanii] anunță că Akhundzada nu mai este și căutăm un nou emir, acest lucru va fragmenta talibanii, iar Statul Islamic – Provincia Khorasan [grupul extremist rival] ar putea profita,” a declarat o sursă de securitate regională pentru Agenția France Presse. Cu toate acestea, talibanii au negat că Akhundzada ar fi murit.
Conform unui membru taliban din Pakistan, care a afirmat că l-a întâlnit pe Akhundzada de trei ori până în 2020, acesta nu folosește tehnologia modernă, preferând să efectueze apeluri telefonice pe linii fixe. El a adăugat că Akhundzada comunică cu oficialii talibani prin scrisori. Se pare că Akhundzada are două soții și unsprezece copii, deși nu există o confirmare sau o negare oficială a acestui fapt. De când a ajuns la putere, Akhundzada conduce din Kandahar. Potrivit talibanilor, el locuiește într-o casă privată închiriată în oraș, nu în Palatul Prezidențial din Kabul.

## Rolul în gruparea talibană

### Începuturile
Akhundzada s-a alăturat talibanilor în 1994, devenind unul dintre primii membri ai grupului. După ce aceștia au preluat controlul provinciei Farah în 1995, el a făcut parte din poliția și virtute. Ulterior, a fost șeful curții militare a talibanilor în provincia Nangarhar din est și apoi adjunctul șefului Curții Supreme. Mai târziu, s-a mutat în Kandahar, unde a fost instructor la Jihadi Madrasa, un seminar supravegheat de Mohammed Omar, liderul fondator al talibanilor.
După căderea guvernului taliban în urma invaziei conduse de SUA în 2001, Akhundzada a devenit șeful consiliului de savanți religioși al grupului. Ulterior, a fost numit judecător-șef al Curților Șaria ale Emiratului Islamic al Afganistanului și a devenit consilier al lui Omar. Mai degrabă decât un comandant militar, el are reputația unui lider religios, responsabil pentru emiterea majorității fatwā-urilor talibanilor și pentru soluționarea problemelor religioase dintre membrii grupului. Atât Omar, cât și Akhtar Mansour, succesorul său ca lider suprem, l-au consultat pe Akhundzada în chestiuni legate de fatwa. Akhundzada a fost un membru de rang înalt al Quetta Shura al talibanilor.
Akhundzada a fost numit unul dintre cei doi lideri adjuncți ai talibanilor sub conducerea lui Mansour în 2015. El a fost cea mai vizibilă figură a conducerii de vârf a talibanilor, deoarece Mansour a rămas în mare parte în afara atenției publice și nu a participat deschis la întâlniri din motive de securitate, iar celălalt adjunct, Sirajuddin Haqqani, s-a ocupat în principal de afacerile militare. Akhundzada a implementat un sistem prin care o comisie era formată sub guvernatorul de umbră în fiecare provincie, pentru a investiga comandanții sau luptătorii abuzivi, conform lui Abdul Bari, un comandant din provincia Helmand.
Akhundzada locuia, conform relatărilor, în zona Ghaus Abad din Quetta în 2016 și conducea până la zece madrase în Balochistan.

### Lider suprem
Akhundzada a fost numit lider suprem al talibanilor pe 25 mai 2016, succedându-i lui Mansour, care fusese ucis într-un atac cu dronă al SUA. Cei doi principali candidați pentru acest rol au fost Sirajuddin Haqqani, celălalt adjunct al lui Mansour, și Mullah Yaqoob, fiul liderului fondator Mohammad Omar. Numirea lui Akhundzada a surprins pe unii, care îl considerau al treilea candidat ca rang, dar o alegere de compromis pentru a evita resentimentele în cazul în care unul dintre ceilalți ar fi fost numit. Surse talibane au afirmat că Mansour l-a desemnat pe Akhundzada ca succesor în testamentul său. Yaqoob și Haqqani au fost numiți adjuncții lui Akhundzada. Abdul Razaq Akhund și Abdul Sata Akhund și-au exprimat sprijinul pentru Akhundzada în decembrie 2016.
Yousef Ahmadi, purtătorul de cuvânt principal al talibanilor pentru sudul Afganistanului, a declarat că fiul mai mic al lui Akhundzada, Abdur Rahman Khalid, a murit în timpul unui atac sinucigaș asupra unei baze militare afgane din Girishk, provincia Helmand, în iulie 2017. Oficialii talibani au afirmat că Akhundzada era conștient de intenția fiului său și a aprobat-o. În 2019, sub conducerea lui Akhundzada, talibanii au câștigat Bătălia de la Darzab, învingând filiala Khorasan a Statului Islamic din Irak și Levant.

### Tentative de asasinat
Cel puțin trei încercări de asasinat au fost făcute împotriva lui Akhundzada. În timpul unei prelegeri susținute de Akhundzada în 2012, la Quetta, un bărbat s-a ridicat dintre studenți și a îndreptat un pistol spre Akhundzada de la mică distanță, dar pistolul s-a blocat. Mullah Ibrahim, un student al lui Akhundzada, a declarat pentru The New York Times că „talibanii s-au grăbit să-l imobilizeze” pe atacator înainte ca acesta să poată debloca arma; se pare că Akhundzada nu s-a mișcat în timpul incidentului sau al haosului care a urmat. Talibanii au acuzat Direcția Națională de Securitate, agenția de informații afgană, pentru tentativa de împușcare.
În timpul rugăciunii de vineri, pe 16 august 2019, o explozie puternică a zguduit moscheea Khair Ul Madaris din Kuchlak, Quetta, Pakistan, ucigându-l pe fratele lui Akhundzada, Hafiz Ahmadullah, și pe tatăl lor. Ahmadullah îl succedase pe Akhundzada ca lider al moscheii, care devenise principalul loc de întâlnire al Quetta Shura după numirea lui Akhundzada ca emir al talibanilor. „A fost un dispozitiv temporizat plasat sub scaunul de lemn al liderului rugăciunii,” a declarat Abdul Razzaq Cheema, șeful poliției din Quetta. Totuși, poliția nu a dezvăluit identitatea victimelor. Ulterior, s-a confirmat că mai mulți membri ai familiei lui Akhundzada au murit în explozie. Consiliul Înalt al Emiratului Islamic al Afganistanului, o facțiune disidentă a talibanilor, și-a asumat responsabilitatea pentru atac, adăugând că ținta principală era Akhundzada.
Pe 18 mai 2024, grupul insurgent Afghanistan Freedom Front (AFF) a emis o declarație în care susține că a încercat să-l asasineze pe Azhundzada în apropierea moscheii Shah-Do Shamshira din Kabul, în timpul unei vizite în oraș. Potrivit declarației AFF, Azhundzada a scăpat, însă trei dintre gărzii sale speciale de securitate au fost ucise, iar una a fost rănită. AFF a postat, de asemenea, un videoclip despre ceea ce au susținut că a fost atacul, pe contul lor de social media X. Talibanii nu au comentat raportul, deși Afghanistan International a recunoscut că surse locale au raportat o explozie în primul district al orașului Kabul.

## Liderul suprem al Afganistanului (2021 - prezent)

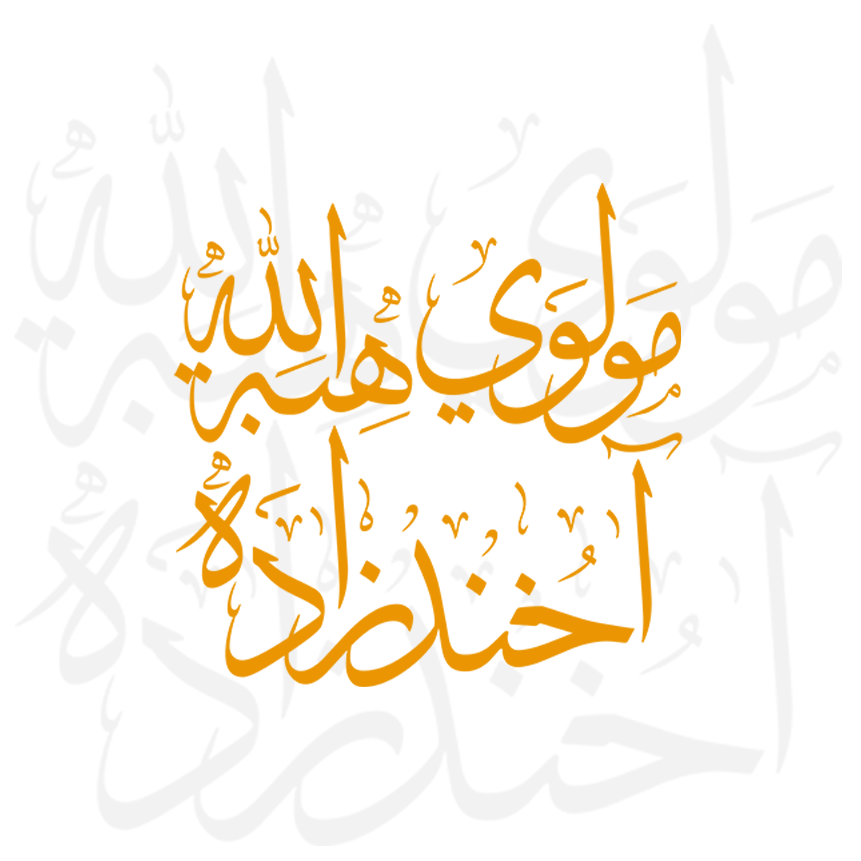
Reprezentare caligrafică a numelui lui Akhundzada folosită pe site-urile guvernului afgan.

În mai 2021, Akhundzada a cerut poporului afgan să se unească pentru dezvoltarea unui stat islamic odată ce forțele Statelor Unite se vor retrage. În august 2021, forțele aflate sub comanda sa nominală au început o ofensivă generală pentru a obține o victorie finală în război. Sub conducerea lui Akhundzada, trupele americane s-au retras, iar talibanii au preluat controlul asupra Kabulului. Pe 18 august, s-a anunțat că, pe baza amnistiei generale emise de Akhundzada, „s-a decis eliberarea deținuților politici din toate închisorile Afganistanului”. Până atunci, talibanii preluaseră deja controlul asupra principalelor închisori din țară și eliberaseră mii de deținuți, inclusiv membri al-Qaida și figuri de rang înalt ale talibanilor. Se presupune că și luptători ISIS-K au fost eliberați.
Cu puține informații despre Akhundzada și lipsa oricăror fotografii ale acestuia după căderea Kabulului, au apărut întrebări despre dacă era în viață și rămânea lider. Relatările media de după căderea Kabulului au sugerat că acesta se afla în custodia armatei pakistaneze. Cu toate acestea, pe 21 august, talibanii au declarat pentru The Sunday Guardian că Akhundzada era în viață și se afla în Kandahar. Pe 8 septembrie, Akhundzada a emis o declarație adresată guvernului interimar, cerând respectarea legii Șaria în Afganistan.
Pe 3 decembrie 2021, Akhundzada a emis un decret care stipula drepturile femeilor conform legii Șaria. Acesta prevedea că femeile au dreptul la consimțământ marital și nu pot fi tratate ca proprietate. Decretul adăuga că văduvele aveau dreptul să consimtă mariajul cu noi soți, să primească plată de la noii soți în timpul Nekah și să moștenească proprietăți în mod egal în cadrul familiei. Ministerul Hajj și Afacerilor Religioase, Ministerul Informației și Culturii, precum și Curtea Supremă au fost instruite să implementeze decretul și să-l comunice publicului.
Pe 8 decembrie 2021, Akhundzada a instruit guvernatorii provinciali să convingă persoanele să nu părăsească țara și să încerce să le rezolve nemulțumirile, în timp ce intensifică măsurile de securitate.
Pe 14 martie 2022, Akhundzada a emis directive constând în 14 puncte adresate Forțelor Armate ale Emiratului Islamic al Afganistanului, referitoare la conduita personalului. Aceste directive au fost menite să reglementeze comportamentul și disciplina în rândul forțelor armate, subliniind respectarea principiilor islamice și a legii Șaria.
În perioada 27–28 martie 2022, Akhundzada a instruit Consiliul de Miniștri să implementeze un nou set de restricții. Printre acestea, a ordonat interzicerea difuzării emisiunilor străine în Afganistan și a cerut Ministerului pentru Propagarea Virtuții și Prevenirea Viciului să impună segregarea de gen în parcurile publice, să împiedice femeile să urce în aeronave dacă nu sunt însoțite de un tutore masculin, să interzică funcționarilor civili de sex masculin să meargă la muncă dacă nu poartă turban sau barbă completă și să interzică utilizarea telefoanelor mobile în universități. Totodată, a emis un decret adresat forțelor de securitate, cerându-le să evite angajarea minorilor.
Pe 3 aprilie 2022, Akhundzada a semnat un decret care interzicea cultivarea opiului în Afganistan, specificând că orice încălcare va fi tratată „conform legii Șaria”. Decretul interzicea, de asemenea, producerea și transportul altor narcotice.
Pe 29 aprilie 2022, Akhundzada a îndemnat lumea să recunoască guvernul taliban într-un mesaj transmis înainte de sărbătorile de Eid.
Pe 7 mai 2022, Ministerul pentru Propagarea Virtuții și Prevenirea Viciului a publicat un decret aprobat personal de Akhundzada, care impunea tuturor femeilor din Afganistan să-și acopere întregul corp, cu excepția ochilor, atunci când se află în public, burka fiind acoperământul recomandat.
Pe 21 iulie 2022, Akhundzada a emis un decret care interzicea criticile sau disidența împotriva Emiratului Islamic în rândul publicului. Acesta preciza că „Nu este permis să se facă acuzații false împotriva oficialilor sau să fie criticați...”.
Pe 14 noiembrie 2022, el a emis ordine către sistemul judiciar pentru a aplica pe deplin Hudud și pedepsele corporale Qisas, dacă infracțiunile îndeplinesc astfel de standarde. Acest lucru a generat îngrijorări că utilizarea pe scară largă a biciuirii, amputării și lapidării ca pedepse ar putea fi reluată. O săptămână mai târziu, doisprezece persoane au fost biciuite public în provincia Logar, ceea ce a fost văzut ca o implementare a ordinului lui Akhundzada. Aceasta a fost prima utilizare confirmată a pedepsei de la revenirea talibanilor la putere.
Pe 23 ianuarie 2025, procurorul-șef al Curții Penale Internaționale, Karim Ahmad Khan, a anunțat depunerea cererilor de mandate de arestare pentru liderii talibanilor, inclusiv Akhundzada și judecătorul-șef Abdul Hakim Haqqani. Aceștia sunt acuzați de crime împotriva umanității, în special de persecutarea femeilor și fetelor, de la revenirea talibanilor la putere în august 2021. Acuzațiile evidențiază restricții severe impuse femeilor afgane, incluzând interdicții privind educația, angajarea și participarea publică.

### Apariții publice
În septembrie 2021, s-a dezvăluit că Akhundzada nu fusese văzut în public de când talibanii au preluat controlul asupra Kabulului luna precedentă, ceea ce a dus la speculații că ar putea fi mort și că un comitet redacta decretele sale. Moartea liderului fondator al talibanilor, Mullah Omar, fusese anterior ascunsă timp de doi ani, iar în acea perioadă, talibanii continuaseră să emită declarații în numele lui Mullah Omar. Pe 30 octombrie 2021, oficialii talibani au declarat că Akhundzada a făcut o apariție publică la medresa Darul Uloom Hakimah din Kandahar. Nu au fost lansate fotografii sau videoclipuri, dar o înregistrare audio de zece minute a fost distribuită pe conturile de social media ale talibanilor, ceea ce ar fi putut diminua zvonurile despre moartea sa. Dacă rapoartele sunt exacte, aceasta ar fi prima sa apariție publică în Afganistan. Șeful securității, Massum Shakrullah, a declarat pentru Agenția France Presse că atunci când Akhundzada a vizitat, era „înarmat” și însoțit de trei gărzi de securitate. „Nici telefoanele mobile și nici înregistratoarele de sunet nu au fost permise” în locație, a adăugat el. Mohammad Musa, 13 ani, care a privit de la distanță, a spus că Akhundzada arăta „exact la fel” ca în singura sa fotografie lansată. Un alt student, Mohammed, 19 ani, a spus: „Toți îl priveam” și că „plângeam pur și simplu.” Când Mohammed a fost întrebat dacă poate confirma că era cu adevărat Akhundzada, el a răspuns că el și colegii săi erau atât de bucuroși încât „au uitat să se uite... la fața lui”.
Pe 30 aprilie 2022, Akhundzada a făcut o apariție rară la Moscheea Eidgah din Kandahar, în ultima zi a Ramadanului, și a ținut un scurt discurs, întorcându-și spatele către mulțime. În timpul evenimentului de două ore, două elicoptere au survolat moscheea. Zeci de luptători talibani au fost desfășurați în zona unde se aflau Akhundzada și alți lideri talibani, care nu au permis jurnaliștilor să se apropie de el și au interzis credincioșilor să facă fotografii cu telefoanele mobile. Vocea despre care se spune că ar fi a lui Akhundzada a venit din rândurile din față ale credincioșilor. Exprimându-și șocul, un credincios pe nume Aziz Ahmad Ahmadi a spus: „Am plâns când am auzit vocea lui Sheikh Saheb [Akhundzada]. Să-l aud este ca și cum mi-aș fi îndeplinit cel mai mare vis.” Cu toate acestea, Ahmadi a spus că nu a reușit să-l vadă pe Akhundzada în mulțime.
Pe 1 iulie 2022, se spune că a apărut la o adunare religioasă importantă în Kabul, unde a ținut un discurs de o oră difuzat de radioul de stat. Peste 3.000 de clerici au participat la întâlnirea de trei zile, exclusiv pentru bărbați, dar niciun jurnalist independent nu a fost permis să participe. Pe 12 mai 2023, Akhundzada a avut o întâlnire secretă cu prim-ministrul Qatarului, Mohammed bin Abdulrahman bin Jassim Al Thani, în Kandahar. Este singura dată când Akhundzada s-a întâlnit vreodată cu un oficial străin.

## Viziuni politice
Hibatullah Akhundzada este considerat un adept religios fundamentalist al școlii hanafite, cu interpretări teologic constructiviste. În discursul său din 1 iulie 2022, adresat Marii Adunări a Ulema din Kabul, el a explicat că viziunea sa se bazează pe Amir al-Mu’minin ca întruchipare a virtuții, moscheea și administrația lucrând împreună pentru a impune Șaria. Se presupune că el vede naționalismul religios ca un mijloc de a legitima guvernarea clericală a Emiratului Islamic al Afganistanului. Se spune că se opune educației fetelor în Afganistan, respingând un plan de a permite fetelor să revină la educația secundară până pe 23 martie. De asemenea, a emis și aprobat un decret pe 7 mai, cerând femeilor să-și acopere părul și corpul de la ochi în jos în public și să nu părăsească locuința decât dacă este necesar. El a supravegheat, de asemenea, implementarea unor restricții mai stricte asupra mass-mediei, interzicând utilizarea telefoanelor mobile în educația post-secundară și difuzările în limbi străine. Se spune că acest lucru face parte dintr-un efort de a reveni la stilul de guvernare al talibanilor din perioada 1996–2001, cu Akhundzada modelându-și conducerea după cea a lui Mullah Omar, fondatorul talibanilor.
Face parte dintr-o facțiune clericală ultraconservatoare, care exercită o influență disproporționată asupra procesului decizional al mișcării. Această facțiune include judecătorul-șef Abdul Hakim Haqqani, ministrul pentru Virtute și Viciu Sheikh Mohammad Khalid și ministrul Hajj și Afaceri Religioase Noor Mohammad Saqib.
Pe 1 iulie 2022, la o adunare religioasă din Kabul, el a criticat comunitatea internațională pentru „interferența” în guvernarea sa „islamică”, avertizând că țările non-musulmane vor fi întotdeauna împotriva unui stat islamic pur. El a exclus efectiv un guvern incluziv. Într-o aparentă replică la apelurile internaționale de a relaxa restricțiile asupra femeilor din Afganistan, el a spus: „Nu sunt aici să îndeplinesc dorințele voastre [străinilor], nici nu sunt acceptabile pentru mine. Nu pot face compromisuri cu privire la Sharia pentru a lucra cu voi sau chiar pentru a face un pas înainte”. El a adăugat: „Ați folosit Mama Tuturor Bombelor și sunteți bineveniți să folosiți chiar și bomba atomică împotriva noastră, deoarece nimic nu ne poate speria să facem vreun pas care să fie împotriva Islamului sau Sharia.” Cu toate acestea, el nu a discutat probleme precum educația fetelor în discursul său de o oră.
Izolarea lui Akhundzada, stilul său de conducere autocratic și politicile ultraconservatoare au creat o ruptură tot mai mare între el și consilierii clericali din Kandahar, și cei care conduc guvernul din Kabul, care trebuie să implementeze politicile sale și să răspundă criticilor acestora. Deși talibanii au prezentat de obicei un front unit, tensiunile interne au devenit mai evidente în timp. În februarie 2023, adjunctul principal al lui Akhundzada, Sirajuddin Haqqani, a criticat public politicile dure ale guvernului, afirmând că puterea nu trebuie monopolizată și că guvernul trebuie să respecte preocupările poporului.